# Ferencvárosi TC
Ferencvárosi Torna Club (tiếng Hungary: [ˈfɛrɛnt͡svaːroʃ], hay Ferencváros, Fradi hay đơn giản là FTC) là một câu lạc bộ bóng đá chuyên nghiệp có trụ sở tại Ferencváros, Budapest, Hungary, hiện đang tranh tài tại giải vô địch quốc gia Hungary, tức hạng đấu cao nhất của bóng đá Hungary. Ferencváros được thành lập vào năm 1899 bởi Ferenc Springer và một nhóm người dân địa phương ở quận thứ 9 của Budapest, Ferencváros. Ferencváros nổi tiếng nhất trên bóng đá quốc tế nhờ giành chức vô địch mùa 1964–65 của giải Inter-Cities Fairs Cup sau khi đánh bại Juventus 1–0 tại Turin trong trận chung kết. Ferencváros cũng lọt vào trận chung kết của giải đấu ấy vào năm 1968, nhưng họ để thua Leeds United, cũng như từng lọt vào chung kết mùa 1974–75 của giải UEFA Cup Winners' Cup nhưng để thua Dynamo Kyiv.
Bộ phận nổi tiếng nhất của câu lạc bộ là đội bóng đá nam được nhiều người hâm mộnbsp;– là đội bóng nổi tiếng nhất tại đất nước Hungary. Ferencvárosi TC còn là một câu lạc bộ thể thao đa năng với nhiều chi nhánh như đội bóng đá nữ, bóng ném nữ, futsal nam, khúc gôn cầu trên băng nam, bóng ném nam, bóng nước nam, đạp xe, thể dục dụng cụ, điền kinh, đấu vật, đánh bi đá trên băng và bơi lột, một số đội đạt rất nhiều thành công.
Màu áo của câu lạc bộ là xanh lục pha trắng, còn linh vật của đội là một con đại bàng màu xanh lục, do đó đội bóng còn có một biệt danh khác là The Green Eagles (những chú đại bàng xanh lá).

## Lịch sử hoạt động
Ngày 3 tháng 5 năm 1899, Ferencvárosi TC được thành lập bởi các công dân của quận thứ 9 thuộc thành phố Budapest. Ferencváros đã thi đấu tại giải vô địch Hungary kể từ khi giải ra đời vào năm 1901, ngoại trừ ba mùa giải từ 2006 đến 2009. Câu lạc bộ đã gặp vấn đề tài chính nên vào năm 2006 Liên đoàn bóng đá Hungary đã rút giấy phép của câu lạc bộ nhưng hành động này sau cùng được cho là trái phép. Sau sự kiện trên, Fradi dược quay trở lại giải quốc gia vào năm 2009.
Ferencváros là đội bóng giàu thành tích nhất của Hungary ở cả nội địa lẫn quốc tế. Họ đã đoạt danh hiệu Inter-Cities Fairs Cup 1964–65 và còn vô địch quốc gia Hungary 32 lần và Cúp bóng đá Hungary 23 lần.
Đội bóng đã giành vé dự Champions League phiên bản mới, là câu lạc bộ Hungary đầu tiên đạt được thành tích này, cụ thể là ở mùa mùa giải 1995–1996. Kể từ đó, câu lạc bộ còn tham dự thêm các vòng bảng của Cúp UEFA 2004–05, UEFA Europa League 2019–20 và UEFA Champions League 2020–21.

## Màu sắc và áo đấu
Màu của câu lạc bộ là màu xanh lục pha trắng.

### Lịch sử tên gọi
Ferencvárosi TC đã thay đổi tên nhiều lần trong suốt lịch sử đội bóng:
- 1899–1950: Ferencvárosi Torna Club
- 1950–1951: ÉDOSZ SE
- 1951–1956: Kinizsi
- 1956–present: Ferencvárosi Torna Club

### Các nhà tài trợ và cung cấp áo đấu
Đây là bảng ghi lại chi tiết các nhà sản xuất và tài trợ áo đấu của Ferencvárosi TC theo năm:
| Thời gian | Nhà cung cấp áo đấu | Nhà tài trợ áo đấu       |
| --------- | ------------------- | ------------------------ |
| −1987     | Adidas              | Márka                    |
| 1987–1990 | Adidas              | Pepsi                    |
| 1990–1991 | Adidas              | Hargita Kft.             |
| 1991–1992 | Adidas              | n/a                      |
| 1992–1993 | Umbro               | n/a                      |
| 1993–1995 | Umbro               | West                     |
| 1995–1996 | Adidas              | West                     |
| 1996–1999 | Adidas              | symphonia                |
| 1999–2000 | Adidas              | n/a                      |
| 2000–2001 | Adidas              | Dunapack                 |
| 2002      | Adidas              | Arany Ászok              |
| 2002–2003 | Adidas              | Westel                   |
| 2003–2004 | Nike                | Westel                   |
| 2004–2007 | Nike                | T-Mobile                 |
| 2007–2008 | Nike                | Orangeways / Interwetten |
| 2008–2009 | Nike                | Orangeways               |
| 2009–2010 | Nike                | Unibet                   |
| 2010–2011 | Nike                | FantasticLeague.com      |
| 2011–2014 | Nike                | Groupama Garancia        |
| 2015      | Nike                | Fő Taxi                  |
| 2015–2024 | Nike                | T-Mobile                 |
| 2024–     | Macron              | T-Mobile                 |

Các nhà tài trợ hiện tại
- Nhà sản xuất trang phục thể thao chính thức: Nike
- Nhà tài trợ kim cương chính: Groupama Garancia Insurance
- Các nhà tại trợ được xếp hàng kim cương: Fővárosi Csatornázási Művek, Szerencsejáték Zrt.
- Đối tác độc quyền: Provident, Budapest Gas Works Co., SEAT, Market Építőipari Zrt.
- Các thành viên thuộc câu lạc bộ doanh nghiệp Fradi: Dover, BTel, Auguszt Confectionery, Endo Service, Raditech, HungestHotel, San Benedetto, GDF Suez, 'Nem adom fel' Foundation

## Danh hiệu

### Nội địa
- Vô địch quốc gia Hungary
  - Vô địch (35): 12: 1903, 1905, 1906–07, 1908–09, 1909–10, 1910–11, 1911–12, 1912–13, 1925–26, 1926–27, 1927–28, 1931–32, 1933–34, 1937–38, 1939–40, 1940–41, 1948–49, 1962–63, 1964, 1967, 1968, 1975–76, 1980–81, 1991–92, 1994–95, 1995–96, 2000–01, 2003–04, 2015–16, 2018–19, 2019–20, 2020–21, 2021/22, 2022/23, 2023/24
  - Á quân (36): 1902, 1904, 1907–08, 1913–14, 1917–18, 1918–19, 1921–22, 1923–24, 1924–25, 1928–29, 1929–30, 1934–35, 1936–37, 1938–39, 1943–44, 1945, 1949-50, 1959–60, 1965, 1966, 1970, 1970–71, 1972–73, 1973–74, 1978–79, 1981–82, 1982–83, 1988–89, 1990–91, 1997–98, 1998–99, 2001–02, 2002–03, 2004–05, 2014–15, 2017–18
- Giải bóng đá Hạng hai Hungary
  - Vô địch (1): 2008–09
  - Á quân (1): 2006–07
- Cúp bóng đá Hungary
  - Vô địch (24): 13: 1912–13, 1921–22, 1926–27, 1927–28, 1932–33, 1934–35, 1941–42, 1942–43, 1943–44, 1955–58, 1971–72, 1973–74, 1975–76, 1977–78, 1990–91, 1992–93, 1993–94, 1994–95, 2002–03, 2003–04, 2014–15, 2015–16, 2016–17, 2021–22
- Siêu cúp bóng đá Hungary
  - Vô địch (6): 1993, 1994, 1995, 2004, 2015, 2016
- Cúp Liên đoàn bóng đá Hungary
  - Vô địch (2): 2012–13, 2014–15

### Cúp châu Âu
- Inter-Cities Fairs Cup
  - Vô địch (1): 1964–65
  - Á quân (1): 1967–68
- UEFA Cup Winners' Cup
  - Á quân (1): 1974–75
- Cúp Mitropa
  - Vô địch (2): 1928, 1937
  - Á quân (4): 1935, 1938, 1939, 1940
- Challenge Cup
  - Vô địch (1): 1909
  - Á quân (1): 1911
- Tournoi de Nöel de Paris
  - Vô địch (1): 1935[8]

Ghi chú
- Ghi chú 12: nhiều hơn bất kì câu lạc bộ bóng đá Hungary nào khác.
- Ghi chú 13: nhiều hơn bất kì câu lạc bộ bóng đá Hungary nào khác.

### Giải thưởng cá nhân

#### Nội địa
Vua phá lưới giải vô địch quốc gia Hungary
| Mùa     | Tên                 | Số bàn thắng |
| ------- | ------------------- | ------------ |
| 1904    | József Pokorny      | 12           |
| 1908–09 | Imre Schlosser      | 30           |
| 1909–10 | Imre Schlosser      | 18           |
| 1910–11 | Imre Schlosser      | 38           |
| 1911–12 | Imre Schlosser      | 34           |
| 1912–13 | Imre Schlosser      | 33           |
| 1913–14 | Imre Schlosser      | 21           |
| 1925–26 | József Takács       | 29           |
| 1927–28 | József Takács       | 31           |
| 1928–29 | József Takács       | 41           |
| 1929–30 | József Takács       | 40           |
| 1931–32 | József Takács       | 42           |
| 1933–34 | Géza Toldi          | 27           |
| 1935–36 | György Sárosi       | 36           |
| 1939–40 | György Sárosi       | 23           |
| 1940–41 | György Sárosi       | 29           |
| 1948–49 | Ferenc Deák         | 59           |
| 1957–58 | Zoltán Friedmanszky | 16           |
| 1959–60 | Flórián Albert      | 27           |
| 1960–61 | Flórián Albert      | 21           |
| 1965    | Flórián Albert      | 27           |
| 1980–81 | Tibor Nyilasi       | 30           |
| 1989–90 | József Dzurják      | 18           |
| 1995–96 | Ihor Nichenko       | 18           |
| 2015–16 | Dániel Böde         | 17           |
| 2018–19 | Davide Lanzafame    | 16           |

Vua phá lưới giải Hạng hai Hungary
| Mùa                                        | Tên             | Số bàn thắng |
| ------------------------------------------ | --------------- | ------------ |
| Giải Hạng hai mùa 2008–09 - Nhóm miền đông | István Ferenczi | 39           |

### Cấp quốc tế
Quả bóng vàng
- Flórián Albert (1967)

Chiếc giày Vàng
- Flórián Albert (1962)

Đội hình toàn sao
- Flórián Albert (1966)

Cầu thủ trẻ hay nhất
- Flórián Albert (1962)

Chiếc giày vàng giải vô địch châu Âu
- Dezső Novák (1964)

Đội hình của giải vô địch châu Âu
- Flórián Albert (1964)
- Dezső Novák (1964)

## Các kỷ lục của câu lạc bộ

### Top 10 cầu thủ ra sân nhiều nhất mọi thời đại
| Xếp hạng | Cầu thủ        | Thời gian                        | Số trận |
| -------- | -------------- | -------------------------------- | ------- |
| 1        | Péter Lipcsei  | 1990–1995; 1997–1998; 2000–10    | 428     |
| 2        | György Sárosi  | 1931–1948                        | 384     |
| 3        | Sándor Mátrai  | 1953–1967                        | 356     |
| 4        | Flórián Albert | 1959–1974                        | 351     |
| 5        | Máté Fenyvesi  | 1953–1969                        | 345     |
| 6        | József Keller  | 1984–1995; 1996; 2000–2003; 2005 | 325     |
| 7        | Gyula Rákosi   | 1957–1972                        | 322     |
| 8        | László Bálint  | 1968–1979                        | 316     |
| 9        | Zoltán Ebedli  | 1973–1984; 1985–1986             | 313     |
| 10       | István Géczi   | 1962–1979                        | 309     |

### Top 10 chân sút mọi thời đại
| Xếp hạng | Cầu thủ        | Thời gian                       | Số bàn thắng |
| -------- | -------------- | ------------------------------- | ------------ |
| 1        | György Sárosi  | 1931–1948                       | 351          |
| 2        | Imre Schlosser | 1906–1915; 1926–1927            | 269          |
| 3        | Flórián Albert | 1959–1974                       | 256          |
| 4        | Géza Toldi     | 1928–1939; 1942–1943            | 213          |
| 5        | József Takács  | 1927–1934                       | 209          |
| 6        | Tibor Nyilasi  | 1973–1983                       | 132          |
| 7        | Ferenc Deák    | 1947–1950                       | 121          |
| 8        | Mihály Pataki  | 1910–1927                       | 113          |
| 9        | Ferenc Weisz   | 1902–1920                       | 105          |
| 10       | Péter Lipcsei  | 1990–1995; 1997–1998; 2000–2010 | 101          |

## Cầu thủ

### Đội hình hiện tại
Tính đến 21 tháng 1 năm 2025
Ghi chú: Quốc kỳ chỉ đội tuyển quốc gia được xác định rõ trong điều lệ tư cách FIFA. Các cầu thủ có thể giữ hơn một quốc tịch ngoài FIFA.
| Số | VT | Quốc gia             | Cầu thủ                                |
| -- | -- | -------------------- | -------------------------------------- |
| 1  | TM | Hungary              | Ádám Varga                             |
| 3  | HV | Đan Mạch             | Stefan Gartenmann                      |
| 5  | TV | Guinée               | Naby Keïta (cho mượn từ Werder Bremen) |
| 7  | TV | Tunisia              | Mohamed Ali Ben Romdhane               |
| 8  | TĐ | Serbia               | Aleksandar Pešić                       |
| 11 | TĐ | Brasil               | Matheus Saldanha                       |
| 15 | TV | Israel               | Mohammad Abu Fani                      |
| 16 | TV | Na Uy                | Kristoffer Zachariassen                |
| 17 | HV | Bosna và Hercegovina | Eldar Ćivić                            |
| 19 | TĐ | Hungary              | Barnabás Varga                         |
| 20 | TĐ | Mali                 | Adama Traoré                           |
| 22 | HV | Hungary              | Gábor Szalai                           |
| 23 | HV | Hungary              | Lóránd Pászka                          |
| 24 | TĐ | Nigeria              | Tosin Kehinde                          |
| 25 | TV | Latvia               | Cebrail Makreckis                      |
| 27 | HV | Pháp                 | Ibrahim Cissé                          |

| Số | VT | Quốc gia    | Cầu thủ                   |
| -- | -- | ----------- | ------------------------- |
| 29 | TM | Hungary     | Gergő Szécsi              |
| 32 | TĐ | Serbia      | Aleksandar Ćirković       |
| 34 | HV | Brasil      | Raul Gustavo              |
| 44 | HV | Pháp        | Ismaël Aaneba             |
| 54 | HV | Hungary     | Norbert Kaján             |
| 63 | TM | Hungary     | Dániel Radnóti            |
| 64 | TV | Hungary     | Alex Tóth                 |
| 66 | TV | Brasil      | Júlio Romão               |
| 70 | TV | Ghana       | Isaac Pappoe              |
| 75 | TĐ | Pháp        | Lenny Joseph              |
| 80 | TV | Bờ Biển Ngà | Habib Maïga               |
| 88 | TV | Bỉ          | Philippe Rommens          |
| 89 | TM | Hungary     | Dávid Gróf                |
| 90 | TM | Hungary     | Dénes Dibusz (đội trưởng) |
| 93 | TĐ | Suriname    | Virgil Misidjan           |
| 99 | HV | Ecuador     | Cristian Ramírez          |

### Cho mượn
Ghi chú: Quốc kỳ chỉ đội tuyển quốc gia được xác định rõ trong điều lệ tư cách FIFA. Các cầu thủ có thể giữ hơn một quốc tịch ngoài FIFA.
| Số | VT | Quốc gia | Cầu thủ                                                          |
| -- | -- | -------- | ---------------------------------------------------------------- |
| —  | TV | Hungary  | Bálint Katona (tại Kecskemét đến 30 tháng 6 năm 2025)            |
| —  | TV | Armenia  | Edgar Sevikyan (tại Lokomotiv Moscow đến 30 tháng 6 năm 2025)    |
| 40 | TĐ | Nigeria  | Fortune Bassey (tại DAC Dunajská Streda đến 30 tháng 6 năm 2025) |

| Số | VT | Quốc gia             | Cầu thủ                                                   |
| -- | -- | -------------------- | --------------------------------------------------------- |
| —  | TĐ | Hungary              | Ádám Halmai (tại Soroksár đến 30 tháng 6 năm 2025)        |
| —  | TĐ | Bosna và Hercegovina | Kenan Kodro (tại Gaziantep đến 30 tháng 6 năm 2025)       |
| 30 | TĐ | Hungary              | Zsombor Gruber (tại MTK Budapest đến 30 tháng 6 năm 2025) |

### Câu lạc bộ feeder
- Soroksár (NB II)